# Municipio de San Sebastián Coatlán
El municipio de San Sebastián Coatlán es uno de los 570 municipios del estado mexicano de Oaxaca. Su cabecera es la localidad de San Sebastián Coatlán.

## Geografía
El municipio de San Sebastián Coatlán colinda al norte y al este con el municipio de San Pablo Coatlán; al sur con los municipios de San Baltazar Loxicha, Santa María Colotepec, San Pedro Mixtepec y San Gabriel Mixtepec; y al oeste con el municipio de San Jerónimo Coatlán.

## Localidades
El municipio de San Sebastián Coatlán cuenta con ocho localidades.
| Localidad               | Población (2020) |
| ----------------------- | ---------------- |
| San Sebastián Coatlán   | 1226             |
| San José Cieneguilla    | 1142             |
| El Porvenir Ballesteros | 240              |

## Gobierno
El municipio de San Sebastián Coatlán se rige mediante el sistema de usos y costumbres.
| Presidente municipal     | Periodo   |
| ------------------------ | --------- |
| Rogelio Loaeza Cruz      | 1999-2001 |
| Jesús Hernández Loaeza   | 2002-2004 |
| Rodolfo Loaeza Carrasco  | 2005-2007 |
| Josué Loaza Jiménez      | 2008-2010 |
| Emilio Vázquez Pérez     | 2011-2013 |
| Damián Osorio Hernández  | 2013-2016 |
| Vicente García Cruz      | 2017-2019 |
| Juan López Hernández     | 2020-2022 |
| Hiram Eloi Santos Santos | 2023-2025 |